# Anna Howard Shaw
Anna Howard Shaw (14 februari, 1847 – 2 juli, 1919) was een van de leidsters van de vrouwenkiesrechtbeweging in de Verenigde Staten. Tevens was ze een van de eerste vrouwelijke methodistische dominees en was ze werkzaam als arts. 

## Jeugd en opleidingen
Shaw werd geboren in het Engelse Newcastle-upon-Tyne in 1847. Toen ze vier jaar was verhuisde het gezin Shaw naar Lawrence, Massachusetts in de Verenigde Staten. Acht jaar later, toen Shaw twaalf jaar was, kocht haar vader een groot stuk land in Michigan waar hij zijn gezin naartoe stuurde. De transitie naar een leven in het ongetemde en relatief onbewoonde landschap viel Shaws moeder zwaar en haar dochter sprong bij om het leven in Michigan draaglijker te maken. Tegelijkertijd bevond Shaws vader zich nog in Lawrence waar hij streed voor het abolitionisme. Ten tijde van de Amerikaanse Burgeroorlog raakte haar broer Tom gewond en overleed haar zus Eleanor tijdens het bevallen. Op vijftienjarige leeftijd werd Shaw onderwijzeres waardoor ze haar familie financieel kon ondersteunen. Nadat de Amerikaanse Burgeroorlog ten einde was gekomen, verhuisde Shaw naar Big Rapids, Michigan waar ze bij haar zus Mary kwam te wonen. Hier werkte ze als naaister, hoewel ze liever een lucratiever baantje als greppelgraver had willen uitoefenen. In Big Rapids ontmoette Shaw Marianna Thompson, een dominee die haar steunde in haar hang naar verdere educatie. Op Big Rapids High School werden Shaws intellectuele talenten erkend. 
Op vierentwintigjarige leeftijd werd Shaw door een zekere Dr. Peck, die op zoek was naar vrouwelijke dominees in de methodistische kerk, uitgenodigd om voor het eerst te preken. Shaw stemde in en gaf een succesvolle preek in Ashton, Michigan. Shaw ambieerde het domineeschap, maar werd hierin niet ondersteund door klasgenoten en vrienden. Haar familie weigerde collegegeld te betalen tenzij ze het preken opgaf. Desalniettemin bleef Shaw standvastig en in 1873 begon ze met de opleiding tot methodistisch dominee aan het Albion College in Albion, Michigan. Hoewel haar familie weigerde mee te betalen, kon Shaw de studie financieren doordat ze de voorafgaande jaren werkzaam was geweest als predikante. Na deze opleiding studeerde Shaw theologie aan Boston University School in 1876. In een klas van 43 leerlingen voelde Shaw zich als enige vrouwelijke student niet altijd gewenst. Tevens waren de woonkosten voor vrouwen hoger, wat Shaws moeilijke financiële situatie niet bevorderde. In 1880 werd Shaw, samen met Annie Oliver, gewijd tot dominee in de methodistische kerk, hoewel de twee bij een andere tak van de kerk eerder geweigerd waren. 
Na haar wijding studeerde Shaw geneeskunde. Tijdens deze studie raakte ze betrokken bij de vrouwenbeweging. In 1880 ontving ze haar diploma.

## De strijd voor vrouwenkiesrecht

### Susan B. Anthony en de NAWSA
Vanaf 1886 was Shaw voorzitter van de stemrechtafdeling van The Women's Christian Temperance Union (oftewel, Christelijke vrouwenvereniging voor geheelonthouding). Haar taak was om te strijden voor de verwerving van het vrouwenkiesrecht om het vervolgens te kunnen inzetten voor strengere alcoholwetgeving. Hoewel ze al lange tijd betrokken was bij de beweging voor geheelonthouding, kwam dit onderwerp gaandeweg voor Shaw op de tweede plek en verlegde ze de focus naar het vrouwenkiesrecht. Zo gaf ze lezingen voor de Massachusetts Suffrage Association en de American Women Suffrage Association (AWSA). 
Shaw ontmoette Susan B. Anthony in 1887. Een jaar later woonde ze voor het eerst een vergadering van de Internationale Vrouwenraad bij. Op aandringen van Anthony sloot Shaw zich aan bij de National Woman Suffrage Assocation (NWSA). In deze beweging speelde Shaw een belangrijke rol door de AWSA te overtuigen om te fuseren met de NWSA. Deze fusie vond plaats in 1890 en voor het eerst in twintig jaar kwam er meer orde in de Amerikaanse vrouwenbeweging. Vanaf 1904 was Shaw presidente van de National American Woman Suffrage Association (NAWSA). Ze hield deze positie voor elf jaar.

### De Nederlandse vrouwenbeweging
Shaw bezocht veel  internationale congressen en deed zo talloze contacten op binnen de internationale beweging voor het vrouwenkiesrecht. Zo was ze bijvoorbeeld aanwezig bij het derde congres van de Wereldbond voor Vrouwenkiesrecht in 1908 te Amsterdam. Tevens bezocht ze in deze stad in 1913 de feministische tentoonstelling De Vrouw 1813-1913. In de publicaties van verschillende Nederlandse vrouwenkiesrechtverenigingen werd Shaw regelmatig geprezen om haar talent als spreekster. Shaw had veel contact met Aletta Jacobs en werd in diens autobiografische Herinneringen van Dr. Aletta H. Jacobs (1924) geroemd om haar vriendschap en haar talenten als predikante. In 1911 was ze door de Vereeniging voor Vrouwenkiesrecht, waar Jacobs lange tijd voorzitter van was, ook al vereeuwigd in een boekje over eenige bekende strijdsters.

## Aftreding bij NAWSA en latere leven

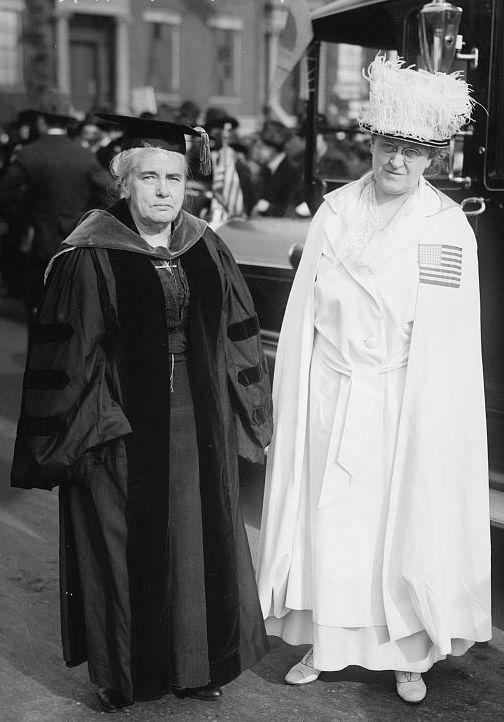
Carrie Chapman Catt en Anna Howard Shaw in 1917

Begin 20e eeuw begonnen NAWSA leden, geïnspireerd door de Engelse suffragettes, militante technieken toe te passen in de strijd voor vrouwenkiesrecht. Shaw was het oneens met deze benadering en besloot in 1915 af te treden als presidente van de NAWSA. Ze werd opgevolgd door Carrie Chapman Catt.
Tijdens de Eerste Wereldoorlog was Shaw hoofd van the Women's Committee van de United States Council of National Defence. Hiervoor kreeg ze, als eerste vrouw, een Distinguished Service Medal. Shaw bleef haar leven lang betrokken bij de strijd voor het vrouwenkiesrecht. Enkele maanden voor haar dood gaf ze nog lezingen waarin ze het vrouwenkiesrecht bepleitte.
Op 72-jarige leeftijd stierf Shaw aan longontsteking, enkele maanden voordat het vrouwenkiesrecht door middel van het negentiende amendement van de grondwet in de Verenigde Staten werd ingevoerd.